# Words and Things
Het boek Words and Things, An Examination of, and an Attack on Linguistic Philosophy is een in 1959 uitgegeven boek van de filosoof en antropoloog Ernest Gellner. Het boek bevat een kritiek op de toen dominante filosofische school, namelijk de ordinary language philosophy of linguïstische filosofie in de analytische filosofie. Het voorwoord van dit boek werd verzorgd door Bertrand Russell die Gellner bijviel in zijn kritiek. In 1979 publiceerde Gellner een nieuwe editie van dit boek waaraan een lange inleiding was toegevoegd. Het boek zorgde voor een controverse in de Britse academische wereld, voornamelijk ook omdat Gilbert Ryle, de redacteur van Mind en zelf voorstander van de linguïstische filosofie, een recensie van dit werk weigerde te publiceren, waarop Russell dit aanklaagde in The Times. Hierdoor kreeg het boek veel bekendheid en het werd zelfs beschreven als "the most discussed work of English philosophy since A. J. Ayer's Language, Truth and Logic".
Het boek begint met een inleiding toegevoegd in 1979 waarin Gellner enkele kritieken verder verfijnt. Vervolgens bespreekt hij in de eerste vijf hoofdstukken de visie van de linguïstische filosofie en haar standpunten. In de volgende vijf hoofdstukken formuleert hij verschillende vormen van kritiek op deze stroming. De linguïstische filosofie stelde dat de taak van de filosofie was het alledaags gebruik van de taal te bestuderen en dat de traditionele filosofische problemen ontstonden door taalkundige verwarring omdat men de termen uit hun alledaagse context haalde. Gellner verwijt deze filosofie vooral dat zij afglijdt naar relativisme en conservatisme, maar ook dat zij zichzelf op verschillende punten tegenspreekt en ondergraaft.

## Inhoud

### Inleiding van 1979

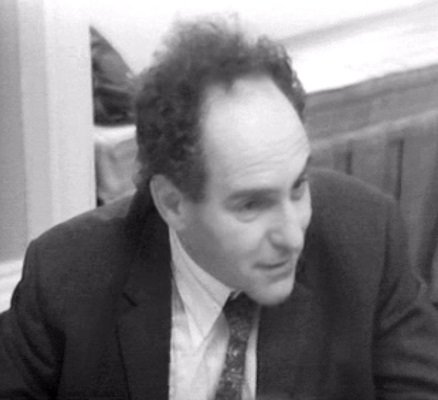
Ernest Gellner op het vierde seminar van de Social Science Research Council (SSRC) in New York

Gellner begint de inleiding met de stelling dat het verleidelijke van de linguïstische filosofie is, dat ze één simpele oplossing heeft voor de volgens Gellner drie grote problemen van de moderniteit in de filosofie:
1. Problem of validation: Kennis lijkt niet meer te funderen zonder te vervallen in een eindeloze regressie.
2. Problem of enchantment: Onze traditionele visies op het leven, de mens en dergelijke worden bedreigd door de moderne wetenschap en technologie, die we echter op zich wel nodig hebben willen we onze huidige levensstandaard behouden.
3. Problem of its own professionalisation: Zonder enige grond van vaste kennis en rechtvaardiging, lijkt er geen duidelijke taak en methode voor de filosofie te zijn.

De antwoorden van de linguïstische filosofie worden als volgt door Gellner samengevat: op het probleem van de fundering van kennis (1) antwoordt de linguïstische filosofie met "If you cannot beat them, disqualify them! If you cannot prove rival views to be false, then say that they are meaningless!" De rivaliserende theorieën worden door de linguïsitsche filosofie afgedaan als verkeerd taalgebruik en onzin. Zelf vertrekt ze van de alledaagse taal (ordinary language) die zij als een onproblematisch en juist fundament beschouwt. Gellner noemt deze techniek een "crypto-epistemologie" die elke vorm van kritiek uitsluit omdat de betekenis van de termen niet meer door een filosoof wordt bepaald, maar door het alledaags taalgebruik dat men dan ook moet "laten zoals het is".
Het antwoord van de linguïstische filosofie op de onttoveringsproblematiek (2) valt terug te vinden in het latere werk van Ludwig Wittgenstein, bijvoorbeeld Filosofische onderzoekingen, waarin de aandacht van Wittgenstein verschoof van de logica naar het dagelijks taalgebruik: taalspelen of "levensvormen" (forms of life) vinden hun rechtvaardiging in zichzelf en moeten niet extern gerechtvaardigd worden. Op deze wijze lost het niet enkel het eerste probleem op (het kan als fundament dienen), maar ook het probleem van de betovering: "The "late-Wittgenstein" theory of language [...] saved our rich old Lebenswelt whose practices and perceptions are built into our language, as well as validating our principles." De vrees en begoocheling, bijvoorbeeld geformuleerd door Max Weber als de "onttovering van de wereld" blijkt zo een valse angst te zijn. Externe zaken zoals wetenschap kunnen nooit onze culturele waarden ondergraven omdat deze zichzelf rechtvaardigen.
Het probleem van de filosofie zelf (3) wordt volgens de linguïstische filosofie eveneens in Wittgensteins filosofie opgelost: de taak van de filosoof is "the guardianship of conceptual table manners". De filosoof moet erop toezien dat men altijd en steeds zijn concepten op een correcte wijze gebruikt en dus niet hervalt in wat eerder beschreven werd als betekenisloze uitspraken. Op deze wijze was het dus eenvoudig en duidelijk vastgelegd wat de filosoof moest doen en werden ook de moderne principes van naturalisme, secularisme en egalitarisme gerespecteerd.
Het grote probleem met deze linguïstische filosofie is echter dat het leidt tot relativisme en conservatisme. Zo schrijft Gellner:
"The philosophy [here] is in effect a Do-It-Yourself ideological kit, a carte blanche for the construction of any desired world, in which the proportions of naturalism and mysticism can be precisely what your particular taste requires. [...] You simply pick the contents of those particular kinds of discourse, "forms of life", "language games", which you happen to favour."
Daarnaast wijst Gellner er ook op dat de linguïstische filosofie het bestaan van de geschiedenis, het veranderen van talige praktijken door de tijd heen, geheel lijkt te ontkennen en de huidige vorm van alledaags taalgebruik verabsoluteert. Het is volgens Gellner onmogelijk om kennis en normen te baseren op de heersende talige praktijken omdat deze slechts een van de vele vormen zijn, die op zich ook vaak veranderen. "The solution can only absolutise one particular set of conceptual habits, selected by taking an arbitrary cross-section of a society at a given point in time, and ignoring other times and places. The solution quite literally consists of pretending that history does not exist." De linguïstische filosofie hanteert dus volgens Gellner een verkeerde visie op de filosofie: ze moet niet "de dingen laten zijn zoals ze zijn", maar moet zich juist toeleggen op de verschuivingen van ideeën, concepten en gewoonten door de tijd heen.
Verder is de ordinary language philosophy ook niet te falsifiëren en dus nietszeggend. Stel men komt in contact met een filosofisch probleem: de eerste stelling van deze filosofie is dat dit dus eigenlijk een pseudoprobleem is en men hier te maken heeft met taalverwarring. De procedure die gevolgd moet worden is dan ook het bestuderen van de wijze waarop de filosoof sprak over het probleem en het contrasteren met hoe er in het alledaags taalgebruik over wordt gesproken. Wat echter als dat niet tot de gewenste resultaten leidt? Dan is er simpelweg nog een andere oplossing open voor de ordinary language philosophy: het probleem is eigenlijk geen filosofisch probleem. Het behoort tot een andere wetenschap, die misschien nog ontwikkeld moet worden. Kortom, op deze wijze klopt het plaatje altijd. Er is zo geen enkele mogelijke manier waarop de linguïstische filosofie fout zou kunnen zijn.
Deze keuze om een filosofisch probleem ofwel als een taalkundige misvatting ofwel als een wetenschappelijk probleem te benoemen, is een dogma van de linguïstische filosofie. Gellner stelt dat het inderdaad zo kan zijn dat filosofische problemen op taalkundige verwarring berusten, maar dit is hoogstens een van de vele mogelijkheden. Filosofen als Wittgenstein en John Austin daarentegen lijken te suggereren dat elk filosofisch probleem a priori een conceptuele verwarring is. Van zijn filosofische tegenstanders weet Wittgenstein dus al op voorhand dat ze het slachtoffer zijn van deze verwarring. De stelling dat hij geen eigen positieve theorie zou hebben (maar enkel de fouten van andere blootlegt) is dus foutief: hij heeft immers een metatheorie over de aard van (filosofische) problemen en hoe men deze moet oplossen.

### I. Over de linguïstische filosofie
In het eerste hoofdstuk van dit boek probeert Gellner de kern van de linguïstische filosofie bloot te leggen. De vertrekpunten van deze filosofie kunnen worden opgesplitst in drie deeltheorieën:
1. Theory of philosophy: de traditionele filosofie is een product van taalmisbruik, en toekomstige goede filosofie bestaat erin die fouten te analyseren. Gellner beschrijft dit als een therapeutische vorm van euthanasie van de filosofie: filosofie in haar vroegere vorm moet sterven, maar niet door deze louter te verbieden.[8] De nieuwe filosoof moet stap voor stap laten zien waarom de vroegere filosofen fout zaten. Verder moet hij er ook op toezien dat de mens in de toekomst niet opnieuw vervalt tot het eerder beschreven foutieve taalgebruik (the Night Watchman theory of philosophy[8]).
2. Theory of the world and of language: volgens de linguïstische filosofie is de wereld wat deze is en niet iets geheel anders. De mens bevindt zich in deze wereld en gebruikt taal om over deze wereld met anderen te communiceren. Oude filosofische vragen of bepaalde begrippen, zoals schoonheid of goedheid, toegeschreven aan iets in deze wereld, zijn zinloos. Zulke begrippen kunnen alleen zinvol gebruikt worden in ons dagelijks taalgebruik en komen ook enkel toe aan dat soort taalgebruik. De fout die de oude filosofie maakte was deze concepten buiten het kader waarbinnen ze zinvol zijn te gebruiken. Men kan enkel vragen stellen binnen zo'n kader, maar niet over het kader zelf. Taal is geen afspiegeling van de werkelijkheid (Mirror theory of meaning), maar bestaat slechts uit een reeks activiteiten (taalhandelingen) binnen die wereld.
3. Theory of mind: Gellner stelt dat de linguïstische filosofie ook een theorie over de menselijke geest bevat. Hij verwijst voornamelijk naar het werk van Gilbert Ryle, en met name diens The Concept of Mind (1949). De menselijke geest is bij Ryle geen afzonderlijk gegeven dat radicaal verschilt van lichamelijke handelingen. De geest komt overeen met de dingen die we doen: het resultaat is een vorm van filosofisch behaviorisme. Gellner zegt dat de ordinary language philosophy in feite zowel "koude" entiteiten (zoals proposities, universalia, ...) en "warme" entiteiten (zoals innerlijke sensaties en mentale toestanden) reduceert tot activiteiten van de mens. Er is geen privéwereld in ons hoofd waar een ander mens ooit bij kan komen.

### II. Over de taal
In het tweede hoofdstuk gaat Gellner in op wat de linguïstische filosofie te zeggen heeft over wat taal is en belangrijker wat het volgens haar niet is. Zo is de taal geen "spiegel van de werkelijkheid" (mirror of reality). Dit was volgens de linguïstische filosofie de grootste fout van de vroegere filosofie. De taal is geen spiegel en kan dat ook niet zijn, maar is daarentegen altijd een reeks activiteiten die mensen kunnen verrichten. De taal maakt dus deel uit van de wereld en is er geen afspiegeling van. Gellner wijst bijvoorbeeld op de centrale notie van een "taalspel": woorden of uitspraken verkrijgen hun betekenis door hun specifiek gebruik in een bepaalde context, dus binnen het zogenaamde "taalspel" waarin ze opereren. Binnen zo'n spel moet men dan ook de regels volgen, want anders speelt men dat spel niet meer.
Daarnaast duidt Gellner hier ook de vier fundamenten van de linguïstische filosofie aan:
1. The Argument from the Paradigm Case: De filosoof kan de eeuwenoude filosofische problemen oplossen door simpelweg te kijken naar hoe de termen die ter discussie staan in onze alledaagse taal gebruikt worden. Om het bestaan van iets als de vrije wil aan te tonen, moet men bijvoorbeeld verwijzen naar een gelukkig koppeltje dat in de kerk uit vrije wil het jawoord aan elkaar geeft. Dat is wat vrije wil betekent en in welke zin het bestaat.
2. The Generalised Version of the Naturalistic Fallacy: Men antwoordt op normatieve en evaluatieve problemen door te verwijzen naar de feitelijke manieren waarop woorden worden gebruikt. Men moet dus X of Y op die manier benaderen omdat er zo in ons alledaagse taal over gesproken wordt.
3. The Contrast Theory of Meaning: Woorden en uitspraken kunnen slechts een betekenis krijgen als er ook zaken zijn die niet onder die term vallen en waarmee die betekenis dus gecontrasteerd kan worden. Als alle mensen bruin haar hebben, dan heeft de term bruin haar" geen zin. Er moeten ook mensen met blond of zwart haar zijn om de term "bruin haar" betekenis te geven.
4. Polymorphism: Woorden worden op allerlei manieren en in verschillende contexten gebruikt. De conclusie is dat men geen algemene uitspraken kan doen over het (ultieme) gebruik van een bepaald woord (de definitie). Gellner maakt verder nog een onderscheid tussen intern polymorfisme, dat stelt dat één bepaald woord, bijvoorbeeld "spel", geen vaste criteria heeft waaraan het voldoet, en extern polymorfisme, dat stelt dat er ook geen criteria of zuiver gemeenschappelijke eigenschappen zijn voor een hele reeks of categorie van woorden, zoals werkwoorden (bijvoorbeeld "dansen" en "bestaan").

Gellner heeft problemen met deze vier uitgangspunten. Het probleem met het eerste uitgangspunt is dat het volgens Gellner de connotatie met de denotatie verwart: uit het feit dat mensen het woord "mirakel" in geval X en Y gebruiken, volgt niet dat dit ook het correct gebruik is. Mensen kunnen denken dat termen naar dingen verwijzen, zoals het phlogiston of (oud-Griekse) goden, die in werkelijkheid niet bestaan. "The fact that a term has a use, a range of uses, or a paradigm use only shows that the users, apart from attributing to it some sense [connotation], also suppose that this sense so to speak finds the object to which it refers, in other words its denotation. It in no way establishes that they are right in this supposition."
Wat er verkeerd is aan het tweede uitgangspunt, volgt volgens Gellner uit de door G.E. Moore beschreven naturalistische dwaling (naturalistic fallacy). Men kan volgens Moore het juiste of het goede niet funderen of beschrijven in termen van het natuurlijke of feitelijke. "Linguistic Philosophy consists essentially of a systematic and dogmatic violation of this rule:" men probeert de normatieve vragen over hoe men moet spreken en handelen ("wat is het juiste gebruik?") op te lossen door een beroep te doen op hoe het gezond verstand er vandaag de dag over denkt. Dit hangt dus nauw samen met de kritiek op (1): linguïstische filosofen kunnen niet alleen niet weten of de hedendaagse praktijken juist zijn, maar ze mogen er ook geen normatieve conclusies uit te trekken - tenminste als ze niet onder de naturalistische dwaling willen vallen.
De contrasttheorie van betekenis (het derde uitgangspunt), die stelt dat om betekenis te hebben er ook zaken moeten zijn die niet onder de term vallen, is volgens Gellner ook problematisch. Allereerst merkt hij op dat deze stelling zelf er ook onder moet vallen: er moeten dus gevallen zijn waarin dit principe niet opgaat - meer algemeen kan men stellen dat er gevallen moeten zijn zonder contrast opdat 'contrast' een contrast zou hebben. Daarnaast is het ook zo, bijvoorbeeld bij het verwijt aan een moreel nihilist dat hij onzin uitkraamt omdat er geen contrast is met zijn stelling dat "er geen ethische normen bestaan", de mogelijkheid dat de nihilist antwoordt dat het taalspel waarin zij zich beweegt niet het ethisch taalgebruik is, maar een groter geheel (bijvoorbeeld over de aard van de werkelijkheid). Tegen zo'n verschuiving van de grootte van het taalspel kan de filosoof niets doen, want welke contrasten er moeten zijn en op welk niveau, wordt niet door dit principe bepaald.
Het vierde uitgangspunt van de linguïstische filosofie, dat er geen vaste criteria zijn die alle betekenissen van een woord vatten, staat in zekere zin apart van de andere. Toch is ook dit uitgangspunt problematisch. Dat er een eindeloze reeks betekenissen zijn van hetzelfde woord, heeft ook zijn weerslag op de door de ordinary language philosophy voorgestelde methode van filosoferen: wil men het filosofisch probleem in kwestie "oplossen", dan moet men een eindeloze reeks mogelijke betekenissen van die term in het dagelijkse gebruik aflopen, zonder dat men zelf gebruik mag maken van algemene termen; men kan enkel de waarheid van zo'n taalspel "tonen". Tevens is dit filosofisch gebruik ook intellectueel dodelijk omdat het enerzijds het streven naar unificatie en algemeenheid opgeeft en het anderzijds aanzet "to underwrite all current concepts, however useless, anachronistic, inconsistent."

### III. Over de filosofie
Volgens de linguïstische filosofie zijn de traditionele filosofische problemen een ziekte van de taal; de taak van de filosofie is dat het gevallen van verward taalgebruik moet onthullen en aantonen. Gellner gaat in dit hoofdstuk op zoek naar de oorsprong van deze visie op filosofie.
De visie van de linguïstische filosofen op het bedrijven van filosofie hangt volgens Gellner ten eerste samen met hun opvatting van de filosofie als een activiteit, eerder dan een doctrine of een theorie: filosofie heeft geen positieve inhoud, maar voegt desondanks iets toe aan de kennis van de mens. Deze visie is daarnaast ook compatibel met hun visie op taal en de wereld: filosofie als activiteit bestaat niet uit een reeks vaste eenduidige proposities of algemene stellingen (dat zou tegen het polymorfisme ingaan). Volgens Gellner wordt ten tweede de traditionele filosofie ook, grotendeels onder invloed van G.E. Moore, door de linguïstische filosofen beschreven als dat wat leidt tot verbijstering, verbazing of paradoxen. Ook deze opvatting hangt weer nauw samen met hun idee dat het gezond verstand, dat vrij is van paradoxen, het altijd bij het rechte eind heeft. Foute filosofie is door verkeerd gebruik van de taal de oorzaak van paradoxen. De wereld zelf is eenvoudig en vrij van tegenspraak.
Gellner heeft problemen met deze visie. De opvatting dat de filosofie geen positieve inhoud heeft, is verkeerd omdat deze "zuivere" vorm van doctrineloze filosofie, wel degelijk doctrines bevat. Filosofie is geen willekeurige activiteit: er moeten vertrekpunten zijn, maar deze worden gewoonweg niet expliciet door de linguïstische filosofie erkend. Ook het verwijt van verkeerd gebruik van terminologie in de filosofie gaat niet altijd op. De stelling "tafels zijn niet echt solide" (maar bestaan uit atomen met ruimte ertussen), kun je niet afdoen als onzin door op het alledaagse gebruik van 'solide' te wijzen. De linguïstische filosoof heeft niet door dat de denotatie van een term kan wijzigen, of gewoonweg vroeger fout was. In plaats daarvan verabsoluteert de linguïstische filosofie de denotatie als een vast gegeven waaraan alle uitspraken moeten voldoen. Ook het idee dat een bepaalde kennistheorie onzin is omdat deze nooit alle toepassingen van het werkwoord "kennen" kan omvatten, is onjuist. Het is nooit de bedoeling geweest van zo'n theorie om al die toepassingen te omvatten, maar om via algemene uitspraken een model te bieden om inzicht in bepaalde vormen van kennis te krijgen. "All interesting ideas [...] are [...] simplified and general. Their merits qua models are what matters. That they are models is irrelevant - and inescapable." Volgens Gellner is de stelling dat de traditionele filosofie slechts tot verwarring en paradoxen voert een hypocriete stelling, omdat het onduidelijk is waarom dit alleen opgaat voor de traditionele filosofie en niet bijvoorbeeld voor alledaags taalgebruik. Gellner schrijft: 
"When an "ordinary" locution is hard to make sense of, this counts as a confirmation of Polymorphism, of the diversity and complexity of ordinary speech. If a "philosophical" assertion is odd, this confirms the thesis that philosophy is paradox."
De oorsprong van deze visie
Om de oorsprong van deze kijk op filosofie te vinden, bespreekt hij de voorgaande stromingen van het logisch atomisme en logisch positivisme. Deze stromingen vatten de taal en haar relatie tot de wereld op als functie van onafhankelijke feiten: uitspraken, ook die van het gezond verstand, moesten geanalyseerd en opgebroken worden in de kleinste delen, ofwel atomaire feiten ofwel zintuiglijke impressies. De linguïstische filosofie borduurt hier gedeeltelijk op voort, maar heeft vooral problemen met het perspectief waaruit deze stromingen vertrekken: ze spreken altijd vanuit de eerste persoon: ik zie bepaalde impressies en daaruit bouw ik langzaam de wereld rondom mij op. De linguïstische filosofie wil daarentegen het perspectief van de derde persoon innemen. Dit volgt uit haar argument tegen een privétaal (private language argument): als de termen enkel door één persoon (het ik-perspectief) zouden worden gebruikt, zouden zij zinloos zijn omdat er geen vaste criteria zijn bepaald waaraan deze beschrijvingen moeten voldoen. Als ikzelf volledige controle heb over mijn taal, kan ik alles wel typeren als "pijn" en is er geen enkele toetsing mogelijk om een volgende ervaring (zoals jeuk) ook niet pijn te noemen. Concepten worden volgens linguïstische filosofen altijd in een gehele samenleving gebruikt: toetsing is hier mogelijk doordat andere sprekers kritiek zullen hebben of op de fouten ervan wijzen.
Op deze wijze is men niet ver meer verwijderd van het oordeel dat alle filosofische problemen wel taalproblemen moeten zijn, omdat alle oordelen over (de kennis van) de wereld meteen in derde persoon worden geformuleerd en dus ondersteund worden door de hele samenleving. Hierdoor is de kennis van de wereld in het geheel niet problematisch voor linguïstische filosofen. Toch zijn er nog filosofen in deze wereld die moeilijk doen en beweren dat er toch nog problemen zijn en omdat er geen echte problemen zijn, moeten zij wel in hun taalgebruik verward zijn.
De linguïstische filosofie is echter parasitair op de voorgaande stroming van het logisch positivisme omdat zonder het logisch positivisme de stelling dat men "alle dingen zo moet laten zoals ze zijn" evengoed de metafysische theorieën zou omvatten. Het logisch positivisme maakte daarentegen tot een van haar grondstellingen dat alle vormen van metafysica  verworpen moesten worden vanwege het zogenaamd verificatiebeginsel: enkel uitspraken die een tautologie zijn of geverifieerd kunnen worden door de ervaring zijn betekenisvol. "Positivism is like the paper in the children's game that can wrap the stone but can be cut by the scissors. Linguistic Philosophy is the scissors, that could not affect the stone though it can cut the paper. It is parasitic on the Positivism which it also destroys."
Een laatste filosofische traditie die Gellner bespreekt en als voorganger van de linguïstische filosofie aanziet, is de common sense-filosofie van G.E. Moore. Voornamelijk diens overtuiging dat alle ideeën zoals die in ons gezond verstand naar voren komen juist zijn en diens concept van de naturalistische dwaling met de stelling dat termen zoals "goed" niet verder te analyseren zijn, zijn twee ideeën die ook terug te vinden zijn in de linguïstische filosofie: volgens deze filosofie is ons alledaagse taalgebruik immers altijd correct en zijn er daarnaast geen eenduidige analyses en definities van termen te geven (polymorfisme).

### IV. Over de wereld
In het vierde hoofdstuk onderzoekt Gellner de visie van de linguïstische filosofie op de wereld. Dit lijkt misschien op het eerste gezicht vreemd omdat de linguïstische filosofie officieel geen visie op de wereld heeft; ze heeft immers geen eigen inhoud, maar bevat enkel kritiek. Gellner betoogt echter dat er impliciet toch een visie aanwezig is, een verscholen visie namelijk die kan worden uitgedrukt met de stelling: "The world is what it is" of "The world is what it seems." Hoewel ook deze stellingen op het eerste gezicht triviaal en nietszeggend zijn, gaat het hier volgens Gellner toch om ingrijpende ideeën. De traditionele filosofie, bijvoorbeeld die van René Descartes of Immanuel Kant, heeft immers vaak een andere stelling onderschreven: dat het mogelijk is dat de wereld geheel anders is dan wij denken (scepticisme) of dat er een grote kloof zit tussen hoe wij de wereld kennen en hoe ze werkelijk is (het Ding an sich van Kant). Het antwoord op filosofische vragen had volgens deze vroegere filosofen grote invloed op wat de wereld nu echt is; het was bepalend voor het soort wereld waarin wij leven. De linguïstische filosoof Ludwig Wittgenstein stelt echter dat:
"Philosophy may in no way interfere with the actual use of language; it can in the end only describe it. For it cannot give it any foundation either. It leaves everything as it is."
"De wereld is alles wat het geval is", luidt de openingszin van Wittgensteins Tractatus logico-philosohicus, los van elk soort filosofische argumentatie. Filosofie kan nooit gaan over wat nu wel en niet bestaat in de wereld; ze kan slechts spreken over de feitelijke wereld zoals ze al is en deze beschrijven. Duidelijk komt dit ook naar voren in de descriptieve metafysica van Peter Strawson. Deze visie op de wereld noemt Gellner "linguïstisch naturalisme". Hoewel deze visie veel weg heeft van het klassiek naturalisme, is er een groot verschil: het oude naturalisme had consequenties en moest alle menselijke waarden onderwerpen aan het oordeel van de wetenschap, maar het linguïstische naturalisme ontsnapt hieraan. Volgens de linguïstische filosofie zijn onze huidige taalspelen namelijk correct en houdt de filosofie zich enkel bezig met (grammaticale) concepten en niet met dingen. De wetenschap heeft geen enkele invloed op de taalspelen.

### V. Over kennis
Gellner stelt dat de linguïstische filosofie officieel geen eigen kennistheorie heeft, maar enkel bestaat uit de afwijzing van elk soort epistemologie. Hierdoor heeft deze filosofie geen oog voor de contingentie van de huidige opvattingen omtrent kennis: deze zijn in de loop van de tijd veranderd, bijvoorbeeld doordat men tegenwoordig veel minder belang hecht aan beroep op autoriteit of openbaring. De klassieke epistemologische benadering vanuit de eerste persoon, waarbij de filosoof zijn eigen kennisaanspraken onderzoekt, werd door de linguïstische filosofie verworpen en in plaats daarvan werd een perspectief vanuit de derde persoon naar voren geschoven: een naturalistische en behavioristische interpretatie waarbij mensen als objecten worden gezien.
De reden waarom deze nieuwe benadering vroeger, ondanks de opkomst van de moderne wetenschap, niet werd aangenomen, geldt voor Gellner nog steeds: het is een cirkelredenering omdat er al kennis (zoals het bestaan van personen, objecten, de wereld) wordt verondersteld nog voor men begint te spreken over kennis. Wie stelt dat kennis bijvoorbeeld een product is van "lichtbundels" of "geluidsgolven" die via de wereld tot de mens komen, of een product is van de taal, bezigt een cirkelredenering omdat deze stelling zelf niet adequaat gefundeerd is: hoe weet men dat kennis zo tot stand komt?
Wittgenstein bleef de opvatting trouw, die hij al uiteenzette in de Tractatus Logico-Philosophicus (1922) dat waarheid bestaat in een zuiver tonen van de werkelijkheid zoals ze zelf is. In zijn latere werk herziet hij dit gedeeltelijk, verwerpt deze kennisopvatting met betrekking tot de dagelijkse dingen waarmee we in contact komen (die hebben hun betekenis binnen het taalspel), maar hij herziet het niet ten opzichte van de filosofie zelf: de taak van de filosoof is nog steeds het zuiver tonen van hoe de taalspelen werken, zonder tussenkomst van enige soort theorie. Dit is volgens Gellner een illusie en leidt tot het valse idee dat de linguïstische filosofie ongekleurd, neutraal en zonder theorie te werk gaan. Ook zij heeft haar theoretische aannames die als uitgangspunt dienen.
Verder is ook van belang de stelling van de linguïstische filosofie, dat men niet kan spreken over het ding an sich zonder tussenkomst van de taal. De paradox is dat de traditionele filosoof altijd wil spreken over de wereld zoals hij echt is, zonder enige tussenkomst van menselijke zaken zoals perceptie en taal, maar dat hij dit natuurlijk niet kan doen zonder beroep te doen op die menselijke instrumenten. De linguïstische filosofie ontkent dus de mogelijkheid van zulke uitspraken los van de taal, maar, zo stelt Gellner, maakt daardoor zelf één uitspraak die los van elke concrete taal staat: "The truth that we cannot say how things are outside of all saying, cannot be a truth inside some particular language, but is outside and about all of them."
In dit hoofdstuk introduceert Gellner ook de "redenering uit onmacht" (Argument from Impotence) om de aantrekkingskracht van de linguïstische filosofie te verklaren. Veel moderne filosofen hebben het idee, volgens Gellner, dat filosofie eigenlijk niets meer te zeggen heeft over de feitelijke zaken in de wereld. Door de opkomst van de wetenschap verloor de filosofie langzamerhand haar studiedomein en dit zorgde ervoor dat filosofen het als hun taak gingen beschouwen zich slechts te bewegen op het "tweede-orde"- of metaniveau: de filosoof moet zich dus bezighouden met de formele kant (de "vorm") en niet de inhoud van de wereld. Dit is volgens Gellner een volledig verkeerde opvatting, wat bijvoorbeeld blijkt uit het feit dat ethische of wetenschappelijke theorieën van filosofen nooit louter descriptief zijn, maar ook altijd normatief: ze zetten uiteen hoe de wereld zou moeten zijn en niet enkel hoe deze is. Formele en substantiële of feitelijke vragen kunnen volgens Gellner niet gescheiden worden.

### VI. Structuur en strategie
Na de kenmerken van de linguïstische filosofie uiteengezet te hebben (en ook al heel wat kritiek geformuleerd te hebben), vervolgt Gellner zijn boek met het opsommen van alle problemen en absurditeiten van de linguïstische filosofie. In het zesde hoofdstuk zet hij een schema uiteen die de voornaamste argumentatiestructuur en -strategie van de linguïstische filosofie blootlegt. De vijf basisstellingen van de linguïstische filosofie vat Gellner als volgt samen:
1. Ontkenning van een perfecte taal (Wittgenstein): er bestaat geen perfecte taal die alles kan vatten en achter elke uitspraak die we doen schuilgaat. (Vroegere filosofen zochten naar zo'n taal, bijvoorbeeld in de logica.)
2. Spelmodel van de taal (Wittgenstein): de taal moet opgevat worden als een verzameling taalspelen met elk hun specifieke context en spelregels.
3. Polymorfisme (Wittgenstein): woorden hebben geen vaste betekenis of alomvattende definitie, maar worden bepaald door een eindeloze reeks verschillende situaties waarbinnen deze termen gebruikt worden.
4. Gezond verstand is altijd juist (G.E. Moore): ons alledaags taalgebruik is altijd juist en moet als vertrekpunt dienen.
5. Exclusieve dichotomie tussen feitelijkheid en grammatica (logisch positivisme): een uitspraak is oftewel een empirische uitspraak en behoort tot de wetenschappen, ofwel een uitspraak over de taal en behoort tot de filosofie.

In dit schema tonen zich al de interne contradicties en problemen volgens Gellner: bijvoorbeeld de negatieve houding tegenover algemene en universele uitspraken versus het idee dat elk filosofische probleem uit taalverwarring voortkomt. Of ook is er enerzijds de dichotomie tussen feitelijke en grammaticale uitspraken, maar anderzijds de notie van polymorfisme dat stelt dat er een oneindig aantal soorten waarheden en soorten uitspraken zijn (en dus meer dan twee).
De ordinary language philosophy is volgens Gellner een meester in het ontwijken van kritiek omdat ze nooit helder is in haar aannames en principes. "As the attackers arrive at what they suppose to be a crucial position, they are waved in by the retreating linguistic philosophers with friendly assurances that they never really wished to defend the position, and with offers of help in its demolition." Er zijn bijvoorbeeld verschillende gradaties in de positie die de linguïstische filosoof verdedigt. Dit kan gaan van de triviale stelling dat men zich als filosoof altijd moet concentreren op de betekenis van de woorden die men gebruikt, tot de verregaande stelling dat alle filosofische problemen het resultaat zijn van verwarde manieren om woorden te gebruiken. Linguïstische filosofen veranderen steeds weer van standpunt, volgens Gellner, wanneer het hen uitkomt en om kritiek te ontlopen.
Verder verwijt hij de linguïstische filosofen het verbloemen van triviale uitspraken, filibusteren (obstructie voeren), het steeds terugvallen op ad hoc-oplossingen, de systematische misinterpretatie van wat filosofen zeggen, het verheffen van de Oxford English Dictionary tot de nieuwe Koran van de filosofie (met de linguïstische filosofie als een geseculariseerde scholastiek), gebrek aan argumentatie waarom het alledaags gebruik van woorden beter is dan elk ander gebruik, cirkelredeneringen en een gebrek aan enig fundament voor de gedane uitspraken (want niets staat vast omdat ook de door hen gebruikte termen een conventie van een taalspel zijn).

### VII. De balans opmaken
Gellner maakt in hoofdstuk 7 de balans op van wat er na al deze kritiek overblijft van de linguïstische filosofie, maar doet er ook nog een schep kritiek bovenop. Hij stelt vast dat zodra men de standpunten van dit soort filosofie met al haar contradicties doorheeft, men moet inzien dat de linguïstische filosofie geen redelijke positie is. Toch verwachtte hij niet dat zijn boek de linguïstische filosofie zal doen verdwijnen. Hier komt de vergelijking met een ideologie op: het is onmogelijk deze visie van buitenaf te bekritiseren en onderuit te halen omdat ze perfect in staat is intern alle kritiek te ontwijken. De linguïstische filosofie zal niet verdwijnen doordat ze wordt verworpen, maar doordat ze langzamerhand wordt verlaten.
Gellner vervolgt dit hoofdstuk met aanvullende kritiek. Zo is de linguïstische filosofie de grote vijand van de intellectuele vooruitgang en van het denken in het algemeen. Dit blijkt bijvoorbeeld uit de stelling dat alleen gedachten binnen een taalspel zinvol zijn, maar daarbuiten zijn ze tekenen van ziekte. Gellner schrijft:
"Important ideas and intellectual progress consist generally not of making a clever move within an existing game, but of a change in a "game" - that is, a system of concepts - a change which improves it. The static picture is not even true about the daily use of speech, in which new locutions are appreciated, recognised and understood. Thus what Linguistic Philosophy considers to be the essence of the pathology of thought - namely, shifts in meaning - is, on the contrary, the essence of genuine thought.'"
Er zijn meer zwakke denkbeelden: dat mentale toestanden zoals verbaasdheid en verwarring eigen zijn aan het filosofisch denken of dat het belangrijkste is dat men de verschillen tussen zaken leert kennen (in plaats van de overeenkomsten) zijn verdraaiingen van hoe denken echt werkt: als een opbouwend proces dat vertrekt in de verwondering en naar grotere samenhang en innovatie streeft. Door deze stellingen leidt de linguïstische filosofie tot het stoppen van elke vooruitgang en het bevestigen van de status quo.
Ook is de linguïstische filosofie blind voor het gegeven dat men door te "onthullen" dat iets een taalspel is, men datzelfde taalspel er ook door kan veranderen. Als men bijvoorbeeld primitieve stammen ervan kan overtuigen dat hun rituelen, zoals een regendans, niet meer zijn dan een taalspel, dan verliest dat ritueel zijn oorspronkelijk betekenis; als men een gelovige vertelt dat zijn geloof eigenlijk niet gaat over iets absoluuts, maar enkel zinvol is in een bepaalde context, een bepaald taalspel, dan verandert de houding van de gelovige tegenover het geloof. Het absurde blijkt verder, volgens Gellner, ook nog uit het feit dat dit "passivisme", het accepteren van de heersende alledaagse gebruiken, de mogelijkheid uitsluit dat er sociale of conceptuele fouten zitten in het alledaags gebruik. De Afrikaanse stam die haar regendans dagelijks uitvoert, is volgens de linguïstische filosofie niet fout in haar geloof dat dit de regen doet ontstaan, want taalspelen kunnen niet fout zijn.
Een andere paradox is dat de linguïstische filosofie enerzijds stelt dat de filosofie "alles moet laten zijn zoals het is", maar daarnaast de vroegere vormen van filosofie niet laat zijn zoals ze zijn, maar ze karakteriseert als een ziekte van de taal; waarom is de filosofie zelf geen taalspel? En als het niet alles laat zijn zoals het is, hoe kan het dan nog voor een neutrale benadering doorgaan? Een bijkomend probleem is dat het onduidelijk is hoe men de oude filosofie kan identificeren: het is niet genoeg dat deze zichzelf filosofie noemt (want niet alle filosofie doet dat). Vaak hangt het dan ook van de filosoof in kwestie af wat onder dit "pathologisch taalgebruik" valt. Zo ziet Antony Flew bijvoorbeeld het religieuze taalgebruik als onzinnig (zie de parabel van de onzichtbare tuinman), terwijl anderen het religieuze zien als een gewoon taalspel en het "laten zoals het is".

### VIII. De gevolgen
In hoofdstuk 8 bespreekt Gellner de gevolgen van de linguïstische filosofie.
Allereerst is er de houding tegenover religie: waar de voorganger, het logisch positivisme, negatief tegenover religie stond en zelfs als antireligieus getypeerd kan worden, is het in de linguïstische filosofie weer volledig vrijspel voor het religieuze: de filosoof moet geen kritiek leveren op deze systemen, maar heeft enkel als taak alle, ook de religieuze, taalspelen  te beschrijven en ze te laten zoals ze zijn. "Linguistich Philosophy by demolishing reason makes room - not only for faith, but also for Faith. It demolishes reason in philosophy by depriving sustained reasoning not merely of any ontological, but also of all informative, critical and evaluative functions." Dit sluit echter de mogelijkheid van een negatieve kijk op religie niet uit, zoals bijvoorbeeld blijkt uit het werk van Antony Flew.
Met betrekking tot de politiek lijkt de linguïstische filosofie af te stevenen op neutralisme, conservatisme of zelfs irrationalisme. Het neutrale standpunt blijkt duidelijk uit de leuze "alles laten zijn zoals het is". Men vergeet hierbij echter dat politieke ideologieën zelf uit meer bestaan dan feitelijke uitspraken, maar ook metauitspraken en filosofische uitspraken bevatten. In vergelijking met de linguïstische filosofie, was het logisch positivisme nog revolutionair: logisch positivisten verklaarden alle uitspraken die gebaseerd waren op emotie, traditie of metafysica als onzin en riepen zo tenminste nog op tot een conceptuele revolutie, terwijl linguïstische filosofie "de dingen laat zijn zoals ze zijn". Hieruit blijkt meteen ook het conservatisme. Het irrationalisme komt volgens Gellner voort uit het ontkennen van de mogelijkheid van enige ultieme rechtvaardiging van een positie en de stelling dat kritiek vanuit algemene principes een dwaling is (polymorfisme).

### IX. Sociologie
In het voorlaatste en negende hoofdstuk onderzoekt Gellner de sociale rol en achtergrond van de linguïstische filosofie, een aspect waaraan volgens hem te weinig wordt aandacht wordt geschonken bij het bespreken van een filosofie. Een filosofie ontstaat niet in een vacuüm volgens Gellner, maar wordt naast de rede ook gedicteerd door de specifieke sociale omstandigheden waarin de grondleggers van de stroming leefden. Bij de linguïstische filosofie is aandacht voor de sociale achtergrond zeker ook nodig omdat de beoefenaren, ondanks hun ogenschijnlijke negatieve houding tegenover de sociologie, er een pseudosociologie op na houden. Een filosoof als John Austin stelt bijvoorbeeld dat het hedendaags gebruik van de alledaagse taal een product is van een vorm van natuurlijke selectie en survival of the fittest. De linguïstische filosofie heeft sociologie nodig, en een betere dan die ze nu heeft, want deze vertrekt al van de idee dat we genoeg weten van de wereld en de maatschappij om alle gebruiken van de alledaagse taal te begrijpen - ten onrechte, volgens Gellner.
Ideologie
Verder stelt hij de linguïstische filosofie hier expliciet gelijk met een ideologie. Een ideologie, die Gellner typeert als een verzameling sterk verbonden doctrines of praktijken, bevat altijd twee elementen wil het succesvol zijn:
1. Een grote plausibiliteit: de theorie moet aantrekkelijk en overtuigend overkomen voor wie ermee in contact komt.
2. Een grote absurditeit: de theorie moet ook bepaalde ideeën bevatten die volledig ingaan tegen de gangbare opvattingen.

Het eerste element dient als lokaas om nieuwe aanhangers te werven, het tweede element zorgt dat de aanhangers met elkaar verbonden blijven en zich als een groep (tegenover de "rest") zien. Dit wil niet zeggen dat de absurde kant altijd foute ideeën bevat, maar deze ideeën moeten simpelweg in het begin nog niet aanvaard zijn, maar absurd lijken. Dat de linguïstische filosofie aan het eerste criterium voldoet blijkt uit haar verklaring van het gebrek aan vooruitgang in de traditionele filosofie, haar methodologie die filosofie als aparte discipline zinvol maakt (los van de wetenschap), haar eenvoudige principes waardoor zij toch een revolutie lijkt te veroorzaken, haar overeenkomst met de toen in die tijd dominante aversie voor doctrines en voorliefde voor naturalisme enzovoort. Haar absurde elementen liggen dan weer in haar positivistische standpunt (enkel de wetenschap kan feitelijke kennis leveren) en de stelling dat alle filosofische ideeën voortkomen uit taalverwarring.
Gellner vergelijkt de linguïstische filosofie dan ook met andere moderne ideologieën zoals het marxisme, de psychoanalyse en het existentialisme. Deze drie ideologieën delen allemaal de idee van de centrale rol van de wetenschap, ofwel omdat ze er zelf deel van pretendeert uit te maken (marxisme en psychoanalyse), ofwel omdat ze een duidelijke scheidingslijn tussen haarzelf en de wetenschap maakt (existentialisme). Een opvallend gelijkenis is ook de alomvattende verklaring geeft van hoe foute ideeën ontstaan: het marxisme stelt bijvoorbeeld dat de dwalende filosofen worden bedrogen en gehersenspoeld door de heersende staatsideologie. Bij linguïstische filosofie komt dit door verkeerd gebruik van de taal. Ook de door de psychoanalyse geclaimde neutraliteit (tegenover de patiënt) en het verlangen om te "genezen", vindt men bij de linguïstische filosofie terug.
De overeenkomsten met het existentialisme zijn onduidelijker, maar niettemin aanwezig. Zo stellen beide stromingen dat er bepaalde vragen zijn die men niet op de klassieke wijze kan beantwoorden: we stellen deze vragen niet aan de wereld zelf, maar altijd aan de mens die handelt in de wereld. Ook kunnen beide gezien worden als een reactie op het "panlogisme", het idee dat er een ultieme logica schuilgaat achter alles, zowel aanwezig in het Hegeliaans idealisme als in het logisch atomisme. Het voorkomen van deze overeenkomsten wil natuurlijk niet zeggen dat ze identiek zijn: de andere elementen van de ideologieën staan radicaal tegenover elkaar. Beide worden geconfronteerd met het feit dat we nooit uit de menselijke conditie kunnen ontsnappen en altijd vanuit menselijk perspectief vertrekken. Het existentialisme concludeert echter uit deze onontkoombaarheid dat het een diep tragisch (of wonderbaarlijk) gegeven is, terwijl de linguïstische filosofie deze onontkoombaarheid banaliseert en aanstuurt om het te accepteren en de "dingen te laten zijn wat ze zijn".
Een groot verschil tussen de linguïstische filosofie en de andere besproken ideologieën, is de bescheidenheid ervan. De linguïstische filosofie houdt zich slechts bezig met het opklaren van onheldere uitspraken en verwarringen, maar dringt ons geen normatieve opvatting op over hoe we moeten leven; ze interesseert zich geheel niet voor politieke praktijken, ideeën of sociale problematiek. Ze is echter ook trots op deze bescheidenheid en pronkt vaak met het feit dat ze niet de intentie heeft te oordelen hoe men moet handelen.
Interne sociologie
Naast een studie van de externe sociologie, waarom de stroming zo aantrekkelijk is geweest, voert Gellner ook een studie naar de interne sociologie uit: hoe de verschillende leden zich tegenover elkaar en hun publiek gedragen. Twee idealen zijn hier cruciaal:
1. De esoterische discussiegroep
2. De handleiding

Het esoterische karakter komt sterk naar voren in de aversie van de leden om hun inzichten te publiceren. Wittgenstein bijvoorbeeld heeft amper iets gepubliceerd tijdens zijn leven, behalve de Tractatus, en zijn werk bestaat grotendeels uit postuum gepubliceerde notities. De reden van deze aversie is voornamelijk dat de inzichten die de linguïstische filosofen najagen niet goed in woorden te vatten zijn, maar altijd meer inhouden dan men op papier kwijt kan. Eigenlijk ligt de waarheid voornamelijk in het tonen ervan en niet in de omschrijving. In plaats daarvan delen de verschillende aanhangers hun inzichten in groepsverband, dus met de andere linguïstische filosofen in een soort, wat Gellner noemt, "therapeutische groepssessie" waarin men elkaar hun concepten opbiecht.
Door veel linguïstische filosofen wordt deze strategie nu juist opgehemeld: deze zou ervoor zorgen dat de stroming door en door kritisch blijft. Het draait hier om de idee van de handleiding volgens Gellner: de leraar onderwijst de student stap voor stap hoe hij aan filosofie moet doen en alle dogmatische elementen en algemene concepten achter zich moet laten. Volgens Gellner is deze opvatting echter een verkeerd beeld en ziet niet dat het hier vaak gaat om indoctrinatie en het opleggen van de principes van de leraar aan de nog naïeve en ongeschoolde student.
Seculiere religie
Gellner typeert de linguïstische filosofie ook als een gesculariseerde religie: ze heeft bepaalde basisprincipes die immuun zijn voor kritiek, wat samengaat met een kalm gevoel van zekerheid in de juistheid ervan, en zij ziet haar eigen taak dan ook als het verspreiden van de boodschap en het blootleggen van de fouten in de andere stromingen. Een ander element dat deze religieuze pretentie in de ogen van Gellner bevestigt is een schisma in de ordinary language philosophy tussen wat hij noemt de Low Church, die trouw blijft aan de principes van Wittgenstein, en de High Church, die beweert verder te gaan dan Wittgenstein (de Oxford School).

### X. Conclusie
Gellner sluit zijn boek af met een korte positieve conclusie. Zo stelt hij dat men de eeuwige vereiste van helderheid en uitleg uit dit werk kan halen. Gellner verzet zich tegen de gedachte die het bekendst is geworden door Wittgensteins slotzin van de Tractatus logico-philosophicus: "Van dat, waarover men niet kan spreken, moet men zwijgen". Hiertegenover stelt hij:  "Whatever can be insinuated can be said". In tegenstelling tot de linguïstische filosofie, die zich veel te vaak beroept op de onzegbaarheid van zaken en haar eigen vooronderstellingen camoufleert, stelt Gellner dat alles wat te kennen valt, ook te zeggen is. Als men bijvoorbeeld betoogt dat het alledaags taalgebruik juist is, dan moet men die stelling ook adequaat kunnen onderzoeken en onderbouwen.
In tegenstelling tot wat de linguïstische filosofie beweert, vormen algemene concepten en uitspraken geen probleem. Bovendien zijn "neutrale" beschrijvingen van taal onmogelijk, omdat grammaticale vragen altijd vermengd zijn met substantiële buiten-talige vragen en normatieve oordelen en vooronderstellingen. Gellner heft tevens het verbod op tegen het inbrengen van externe elementen binnen een taalspel: de meest interessante ideeën of innovaties ontstaan volgens hem juist door de gevolgen van de wetenschap voor het dagelijkse leven.
Ook de belemmering van het "argument van onmacht", dat stelt dat de filosofie niets anders meer kan doen dan het bestuderen van taal, is volgens Gellner niet waar. Filosofie moet zich altijd inlaten en verbinden met inzichten uit andere disciplines om zo een wereldbeeld te vormen. Dat "filosofie alles laat zijn zoals het is" kan niet iets zijn dat al op voorhand wordt vastgelegd, maar is desondanks niet uitgesloten. Dit moet uitgemaakt worden nadat het gepaste onderzoek is verricht.

## Receptie
De publicatie van Gellners werk Word and Things vond plaats in de dominante periode van de ordinary language philosophy. Gellners sterke kritiek en de polemische wijze waarop hij het bracht, zorgde ervoor dat het boek met veel afkeuring en kritiek onthaald werd door de linguïstische filosofen zelf. Dat ging zelfs zover dat de filosoof Gilbert Ryle, een voorstander van dit soort filosofie en tevens redacteur van het tijdschrift Mind, weigerde een recensie te publiceren in zijn tijdschrift, zelfs een negatieve. Bertrand Russell kwam dit ter ore en bekritiseerde Ryles motieven voor deze weigering in een open brief die hij stuurde naar The Times. Ryle heeft later in dezelfde krant hier antwoord op gegeven. Dit zou uiteindelijk leiden tot een controverse waarbij verscheidene auteurs artikelen publiceerden in The Times, maar ook in The Economist.
Deze grotendeels door het boek van Gellner geïnitieerde polemiek resulteerde in een publieke discussie die de Britse universiteiten verdeelde in voor- en tegenstanders van de linguïstische filosofie. Auteurs als Antony Flew en Michael Dummett hadden bijvoorbeeld veel kritiek op dit werk. Dummett ging zelfs zo ver te stellen dat aan het boek "the smell of honest or seriously intentioned work" geheel ontbrak. Zelfs filosofen die negatief stonden tegenover de ordinary language philosophy waren kritisch tegenover Gellners boek: Alasdair MacIntyre schreef dat het weliswaar een interessant boek was, maar dat "[it was] too terse and schematic to be convincing."
Words and Things zorgde er ook voor dat Ernest Gellner bekend werd bij zijn collega's, ook buiten de filosofie, maar niet geheel in positieve zin. Velen zagen hem na deze controverse als een al te polemische schrijver, die men eigenlijk niet al te serieus moest nemen. Gellner zelf had althans geen spijt van deze publicatie en zijn polemiek, wat onder andere blijkt uit de in 1979 toegevoegde ondertitel van het boek: An Examination of, and an Attack on Linguistic Philosophy. Kritiek op de linguïstische filosofie, en voornamelijk het werk van Ludwig Wittgenstein, is ook terug te vinden in talloze latere publicaties. Aan de andere kant heeft deze "obsessie" er misschien wel voor gezorgd dat zijn oeuvre niet meer veel gelezen wordt.